# Abraxas chalcobares
Abraxas chalcobares là một loài bướm đêm trong họ Geometridae.